# NGC 5445
NGC 5445 (również PGC 50090 lub UGC 8976) – galaktyka soczewkowata (S0), znajdująca się w gwiazdozbiorze Psów Gończych. Odkrył ją William Herschel 1 maja 1785 roku.